# Прапор міста Городища (Україна)

Прапор Городища — офіційний символ міста Городище.

## Опис
Прямокутне полотнище розділене по горизонталі на три рівновеликі смуги: малинову, жовту і малинову. В древковому блакитному трикутнику жовта ліра з жовтими струнами. 
Співвідношення сторін полотнища 2:3 (ширина до довжини), висота трикутника становить 1/3 довжини полотнища.